# NGC 6956
NGC 6956 (другие обозначения — PGC 65269, UGC 11619, MCG 2-53-1, ZWG 425.1, IRAS20415+1219) — спиральная галактика с перемычкой (SBb) в созвездии Дельфин.
Этот объект входит в число перечисленных в оригинальной редакции «Нового общего каталога».
В галактике вспыхнула сверхновая SN 2013fa типа Ia, её пиковая видимая звездная величина составила 16,2.
В галактике вспыхнула сверхновая SN 2006it типа IIP, её пиковая видимая звездная величина составила 17,6.